# Messier 103
Messier 103 (auch als NGC 581 bezeichnet) ist ein weit entfernter, aber +7,4 mag heller offener Sternhaufen mit einer Winkelausdehnung von 6′ im Sternbild Kassiopeia am Nordsternhimmel. Da der Haufen von der Erde aus gesehen im Milchstraßen-Band liegt, ist die Bestimmung seiner Distanz mit einiger Unsicherheit behaftet; die Entfernung von M103 wird auf rund 8500 Lichtjahre geschätzt. Seine Ausdehnung beträgt somit etwa 15 Lichtjahre. Die radiale Relativgeschwindigkeit von M 103 zu unserem Sonnensystem beträgt etwa −40 km/s. Das Alter von M103 wird nach neueren Berechnungen auf circa 25 Millionen Jahre geschätzt. Der Sternhaufen wurde im Jahr 1781 vom französischen Astronomen Pierre-François-André Méchain entdeckt.

Der hellste und auffälligste Stern im Bereich von M 103 ist Struve 131 (HD 9311, SAO 11822), ein Mehrfachstern mit einer +7,3 mag und einer +10,5 mag hellen Komponente. Dabei handelt es sich jedoch um einen Vordergrundstern, der nicht zum Sternhaufen M 103 gehört. Die hellsten tatsächlich zu M103 gehörenden Sterne erreichen eine scheinbare Helligkeit von 10,5 mag.
Messier 103 war das letzte Objekt im ursprünglich von Messier in drei Teilen veröffentlichten Messier-Katalog.

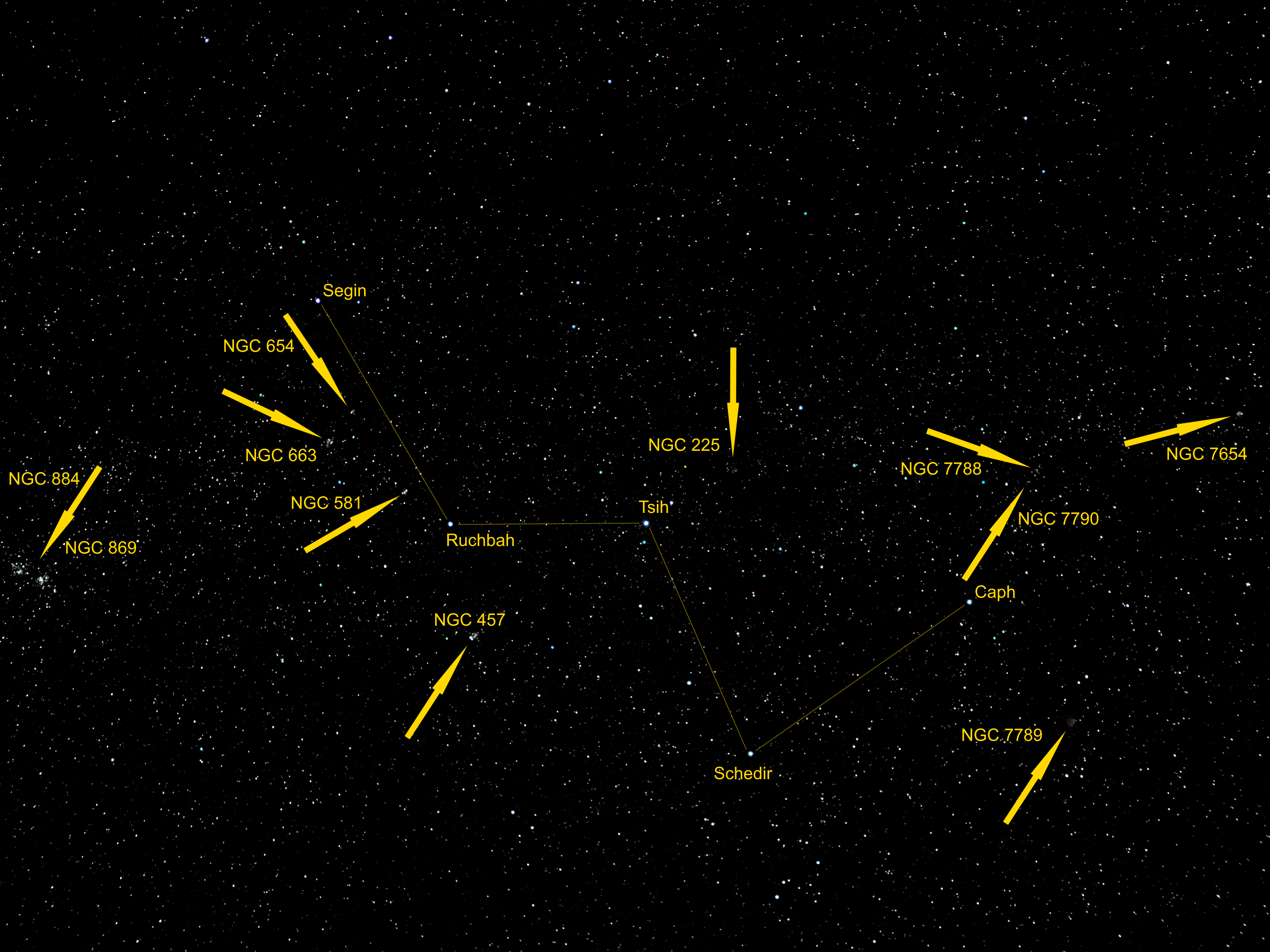
Das Sternbild Kassiopeia mit der Lage der Sternhaufen Messier 103 (NGC 581), NGC 654, NGC 663, NGC 457, NGC 225, NGC 7788, NGC 7790, NGC 7789 und NGC 7654. Der Doppelsternhaufen χ Persei (NGC 884) und h Persei (NGC 869) befindet sich am linken Bildrand.